# Biblioteca Nacional de Polònia
La Biblioteca Nacional de Polònia (polonès: Biblioteka Narodowa, AFI [ˌbʲiblʲjɔˈtɛka narɔˈdɔva]) és la biblioteca central de la República de Polònia. Depèn directament del Ministeri de Cultura i Patrimoni Nacional.
La biblioteca recopila llibres, revistes, publicacions electròniques i audiovisuals publicades al territori de Polònia, així com Polonica publicades a l'estranger. És la biblioteca de recerca d'humanitats més important, el principal arxiu de l'escriptura polonesa i el centre estatal d'informació bibliogràfica sobre llibres. També té un paper important com a centre d'investigació i és un important centre de referència metodològica per a altres biblioteques poloneses.
També està involucrat en la publicació - publica llibres i revistes científiques: "Polish Libraries", "Anuari de la Biblioteca Nacional" ("Rocznik Biblioteki Narodowej") i "Quadern de Conservació" ("Notes Konserwatorski").
La Biblioteca Nacional rep una còpia de tots els llibres publicats a Polònia com a dipòsit legal.
És una de les institucions poloneses que amb les seves donacions de llibres contribueixen a la Biblioteca Polaca Ignacio Domeyko.

## Història[calcitació]
La història de la Biblioteca Nacional té orígens al segle xviii (Biblioteca Załuski). D'acord amb la resolució parlamentària, des de 1780 aquesta biblioteca tenia dret a rebre una còpia obligatòria de cada llibre imprès a l'antic Estat polonès. No obstant això, la col·lecció Załuski va ser confiscada per tropes de la tsarina russa Caterina II després de la segona Partició de Polònia i enviada a Sant Petersburg, on els llibres van formar la massa de la Biblioteca Pública Imperial quan es va formar el 1795. Parts de la col·lecció van ser danyades o destruïdes, ja que eren malmeses mentre s'elimien de la biblioteca i es transportaven a Rússia, i molts eren robats.
Per això, quan Polònia va recuperar la independència el 1918, no hi havia una institució central que servís a la capacitat d'una biblioteca nacional. El 24 de febrer de 1928, pel decret del president Ignacy Mościcki, la moderna Biblioteca Nacional va ser creada. Va ser inaugurat el 1930 i tenia aleshores 200 mil volums. El primer director general va ser Stefan Demby, succeït el 1934 per Stefan Vrtel-Wierczyński. Les col·leccions de la biblioteca es van estendre rabent. Per exemple, el 1932, el president Mościcki va donar a la biblioteca tots els llibres i manuscrits del Museu del Palau de Wilanów, uns 40 mil volums i 20 mil imatges de la col·lecció de Stanisław Kostka Potocki.
Inicialment, la Biblioteca Nacional no tenia una seu pròpia. Per això, les col·leccions eren disperses en diversos llocs. La sala de lectura principal era al nou edifici de biblioteques de la l'Escola de Ciències Econòmiques de Varsòvia. El 1935, el Palau Potocki de Varsòvia es va esdevenir la casa de les col·leccions especials. S'havia planificat un nou edifici per a la biblioteca en el que ara és el Pole Mokotowskie, en un monumental «districte governamental». No obstant això, l'esclat de la Segona Guerra Mundial va aturar el projecte.
Abans de la Segona Guerra Mundial, les col·leccions de la biblioteca eren:
- 6.5 milions de llibres i revistes dels segles xix i xx
- 3.000 impresos antics
- 2.200 incunables
- 52.000 manuscrits
- Mapes, documents iconogràfics i partitures

El 1940 els ocupants nazis van canviar la Biblioteca Nacional a la Biblioteca Municipal de Varsòvia i la van dividir de la manera següent:
- Departament de llibres per als alemanys (situat a l'edifici de la Universitat de Varsòvia)
- Departament restringit, que conté llibres que no eren disponibles per als lectors a la seu principal de la biblioteca de l'Escola d'Economia.
- Totes les col·leccions especials de diverses oficines i institucions de Varsòvia (situades a la Biblioteca Krasiński)

El 1944, les col·leccions especials van ser incendiades pels ocupants nazis com a part de les repressions després de l'Insurrecció de Varsòvia. Es van destruir 80 000 impresos antics, incloent Polonica, 26 000 manuscrits, 2 500 incunables, 100 000 dibuixos i gravats sense valor, 50 000  partitures i materials teatrals. S'estima que, des de més de 6 milions de volums a les principals biblioteques de Varsòvia el 1939, es van perdre 3,6 milions de volums durant la Segona Guerra Mundial, gran part dels quals pertanyien a la Biblioteca Nacional.
La biblioteca reprendre les seves operacions el 1945. A Polònia van tornar les col·leccions robades des d'Alemanya i Àustria, i els fragments sobreviscuts de col·leccions, entre d'altres de les Biblioteques Krasinski i Przezdziecki. El 1959 van tornar de Canada els Sermons de Santa Creu, el Saltiri de San Florian i els manuscrits de Frederic Chopin.
En els anys 1962-1976, a l'avinguda de la Independència 213 es va erigir un nou conjunt d'edificis.

## Col·leccions[calcitació]
Les col·leccions de la Biblioteca Nacional és una de les més grosses del país. Entre les més de 8 500 000 unitats, emmagatzemats al final de 2016 en els dipòsits de la biblioteca, hi havia més de 162 000 volums de llibres publicats abans de 1801, més de 26 000 manuscrits (incloent més de 7 000 manuscrits de música), més de 120.000 impresos musicals, així com 485.000 gravats.
A la biblioteca també hi ha fotografies i altres documents iconogràfics, més de 130 000 mapes i atles, més de 2 milions unitats de documents de la vida social (cartells, efímera) i més de 2 000 000 llibres i més de 1 000 000 de títols de revistes dels segles xix-xxi.
Entre els elements destacats de la col·lecció s'inclouen 151 fulles del Codex Suprasliensis, inscrites al Registre del Programa Memòria del Món de la UNESCO el 2007, per llur importància supranacional.
El 2012, la biblioteca va signar un acord per afegir 1,3 milions de registres de llibres polonesos a WorldCat.